# Квалификационный турнир к чемпионатам мира по кёрлингу 2020
Квалификационный турнир к чемпионатам мира по кёрлингу 2020 (англ. World Qualification Event 2020) будет проводиться с 13 по 18 января 2020 года в городе Лохья (Финляндия) на арене «Kisakallio Sports Institute» для мужских и женских команд. Будут разыгрываться по две путёвки на чемпионат мира среди мужчин 2020 и чемпионат мира среди женщин 2020. Квалификационный турнир к чемпионатам мира в таком формате будет проводиться во 2-й раз.
В мужской и женской частях турнира будут принимать участие по 8 команд.
Официальный хештег турнира: #WQE2020 .

## Мужчины

### Команды-участницы
- Финляндия — команда страны-организатора;
- 4 команды по итогам чемпионата Европы 2019:
  -  Англия
  -  Польша
  -  Россия
  -  Чехия
- две команды по итогам Тихоокеанско-Азиатского чемпионата 2019:
  -  Китай
  -  Япония
- одна команды от зоны Америки (по результатам квалификации от Американского континента[2]):

## Женщины

### Команды-участницы
- Финляндия — команда страны-организатора;
- 4 команды по итогам чемпионата Европы 2019:
  -  Италия
  -  Норвегия
  -  Турция
  -  Эстония
- две команды по итогам Тихоокеанско-Азиатского чемпионата 2019:
  -  Китай
  -  Республика Корея
- одна команды от зоны Америки (по результатам квалификации от Американского континента[2]):